# アナスタシス
『アナスタシス』（原題：Anastasis）は、デッド・カン・ダンスの8枚目のスタジオ・アルバムである。2012年8月13日にプレイ・イット・アゲイン・サムよりリリースされた。オリジナル・アルバムとしては、再結成してから最初の作品であり、解散前の1996年にリリースされた『スピリットチェイサー（聖なる水）』（原題：Spiritchaser）以来、実に16年ぶりのリリースとなる。そして4ADを離れてから最初のリリースでもある。

## 収録曲
| 全作詞・作曲: デッド・カン・ダンス（ブレンダン・ペリー、リサ・ジェラルド）。 |                            |                                                                   |                                                                   |      |
| #                                                                            | タイトル                   | 作詞                                                              | 作曲・編曲                                                        | 時間 |
| 1.                                                                           | 「Children of the Sun」    | デッド・カン・ダンス （ ブレンダン・ペリー 、 リサ・ジェラルド ） | デッド・カン・ダンス （ ブレンダン・ペリー 、 リサ・ジェラルド ） | 7:33 |
| 2.                                                                           | 「Anabasis」               | デッド・カン・ダンス （ ブレンダン・ペリー 、 リサ・ジェラルド ） | デッド・カン・ダンス （ ブレンダン・ペリー 、 リサ・ジェラルド ） | 6:50 |
| 3.                                                                           | 「Agape」                  | デッド・カン・ダンス （ ブレンダン・ペリー 、 リサ・ジェラルド ） | デッド・カン・ダンス （ ブレンダン・ペリー 、 リサ・ジェラルド ） | 6:54 |
| 4.                                                                           | 「Amnesia」                | デッド・カン・ダンス （ ブレンダン・ペリー 、 リサ・ジェラルド ） | デッド・カン・ダンス （ ブレンダン・ペリー 、 リサ・ジェラルド ） | 6:36 |
| 5.                                                                           | 「Kiko」                   | デッド・カン・ダンス （ ブレンダン・ペリー 、 リサ・ジェラルド ） | デッド・カン・ダンス （ ブレンダン・ペリー 、 リサ・ジェラルド ） | 8:01 |
| 6.                                                                           | 「Opium」                  | デッド・カン・ダンス （ ブレンダン・ペリー 、 リサ・ジェラルド ） | デッド・カン・ダンス （ ブレンダン・ペリー 、 リサ・ジェラルド ） | 5:44 |
| 7.                                                                           | 「Return of the She-King」 | デッド・カン・ダンス （ ブレンダン・ペリー 、 リサ・ジェラルド ） | デッド・カン・ダンス （ ブレンダン・ペリー 、 リサ・ジェラルド ） | 7:51 |
| 8.                                                                           | 「All in Good Time」       | デッド・カン・ダンス （ ブレンダン・ペリー 、 リサ・ジェラルド ） | デッド・カン・ダンス （ ブレンダン・ペリー 、 リサ・ジェラルド ） | 6:37 |
| 合計時間:                                                                    | 合計時間:                  | 56:06                                                             |                                                                   |      |